# Hokejska zveza Slovenije
Der Hokejska zveza Slovenije (HZS) (Slowenischer Eishockeyverband) ist der nationale Eishockeyverband Sloweniens. 

## Geschichte
Der Verband wurde am 6. Mai 1992 in die Internationale Eishockey-Föderation aufgenommen. Der Verband gehört zu den IIHF-Vollmitgliedern. Aktueller Präsident ist Matjaz Rakovec. 
Der Verband kümmert sich überwiegend um die Durchführung der Spiele der slowenischen Eishockeynationalmannschaft sowie der Frauen-Nationalmannschaft und der Junioren-Mannschaften. Zudem organisiert der Verband den Spielbetrieb auf Vereinsebene, unter anderem in der slowenischen Eishockeyliga. Daneben ist er an den supranationalen Ligen Alps Hockey League mit den Verbänden Italiens und Österreichs beteiligt und organisiert die International Hockey League mit Teilnehmern aus Kroatien und Serbien.